# فرج عمارة
وهو الزعيم فرج بن حسين القاضي، كان والدهُ قاضي عشائر الجاف، ولد عام 1305هـ/1887م، وتعلم القرآن في صغرهِ ثم أكمل دراستهِ العسكرية وسافر إلى إسطنبول، وتخرج ضابطاً خيالاً، وحضر مؤتمر سوريا، وعين حاكماً عسكرياً في حلب في عهد الملك فيصل الأول، ثم عاد إلى العراق، وعين في حامية لواء العمارة، (وهي محافظة ميسان حالياً)، وكان رجلاً وديعاً كريم النفس، أحبه الجنود والضباط، ولقبوه بلقب (فرج عمارة)، وكانت هوايته الفروسية، وركوب الخيل ولعبة (البولو) وله فيها جوائز وكؤوس.
وفي عام 1924م نال رتبة (نقيب)، وعين آمر مستودع لتدريب الخيالة، وفي عام 1936م، عين آمرا لمعسكر الغزلاني في الموصل، وفي عام 1941م كان رئيسا للمجلس العرفي العسكري في الموصل لمحاكمة الشباب الذين قتلوا القنصل البريطاني، وسعى لتبرئتهم على الرغم من مطالبة الإنكليز بهم لأعدامهم فأخروا ترفيعه العسكري لعدة سنوات، ثم عين مديراً عاماً للتجنيد في بغداد.
وكان رجلاً نزيهاً عفيفاً، عين في أواخر أيامهِ مديراً للحقل الحيواني في مزرعة (أبو غريب) فبقي مدة ثم ترك الوظيفة.

## صلاته
كان له صلة مع الأمير زيد بن الحسين، وكذلك كانت له علاقة مع المجاهد الفلسطيني (فوزي القاوقجي)، وجماعة مفتي فلسطين الحاج أمين الحسيني، وله صلات وثيقة مع ثوار ثورة مايس عام 1941م، وثورة 14 يوليو / تموز 1958م، في العراق، وكان رجلاً سياسيا وقائداً بارعاً.

## وفاته
توفي فرج عمارة بعد أصابته بمرض السكر حيث ذهب للتداوي في لندن، ثم رجع إلى بغداد، وتوفي في 4 رمضان 1379هـ/1 مارس 1960م، وشيع بموكب عسكري حضرهُ أعلام البلد وقادة الجيش، وصلوا عليهِ صلاة الجنازة في جامع الإمام الأعظم ودفن في مقبرة الخيزران في الأعظمية.